# Macarena Gómez
Macarena Gómez (2 de fevereiro de 1978) é uma atriz espanhola, conhecida por seu papel de Lola na série de televisão La que se avecina, exibido pela Telecinco. Ela também é conhecida por sua interpretação como Uxía Cambarro no filme Dagon de Stuart Gordon, também é conhecida por interpretar Clara no filme de terror Para entrar a vivir de Jaume Balagueró e por seu papel no filme Sexykiller.

## Filmografia
| Filmografía | Filmografía                              | Filmografía          | Filmografía                                                                        |
| Ano         | Título                                   | Personagem           | Diretor                                                                            |
| ----------- | ---------------------------------------- | -------------------- | ---------------------------------------------------------------------------------- |
| 2001        | Dagón, la secta del mar                  | Uxía Cambarro        | Ismael Lobato                                                                      |
| 2002        | Padre Coraje                             | Susana Aguilar       | Benito Zambrano                                                                    |
| 2003        | Una pasión singular                      | Magdalena            | Antonio Gonzalo                                                                    |
| 2003        | No me creo lo que veo                    | Joven camarera       | Nigel Dick                                                                         |
| 2003        | Platillos volantes                       | María                | Óscar Aibar                                                                        |
| 2004        | Romasanta. La caza de la bestia          | Víctima de Romasanta | Paco Plaza                                                                         |
| 2004        | Rapados                                  | Miki                 | Román Parrado                                                                      |
| 2005        | Hot milk                                 | Lula                 | Ricardo Bofill                                                                     |
| 2005        | El Calentito                             | Leo                  | Chus Gutiérrez                                                                     |
| 2005        | Diario de un skin                        | Leire                | Jacobo Rispa                                                                       |
| 2005        | 20 centímetros                           | Rebeca menor         | Ramón Salazar                                                                      |
| 2006        | Para entrar a vivir                      | Clara                | Jaume Balagueró                                                                    |
| 2006        | La dama boba                             | Nise                 | Manuel Iborra                                                                      |
| 2008        | Mejor que nunca                          | Vanessa              | Dolores Payás                                                                      |
| 2008        | Sexykiller, morirás por ella             | Bárbara Ruiz Mata    | Miquel Martí                                                                       |
| 2008        | La noche que dejó de llover              | La Rusa              | Alfonso Zarauza                                                                    |
| 2008        | 4000 euros                               | Sofía                | Richard Jordan                                                                     |
| 2010        | Carne de neón                            | La Canija            | Paco Cabezas                                                                       |
| 2011        | Verbo                                    | Prosak               | Eduardo Chapero-Jackson                                                            |
| 2012        | Holmes & Watson. Madrid Days             | Bernabea             | José Luis Garci                                                                    |
| 2012        | Del lado del verano                      | Tana                 | Antonia San Juan                                                                   |
| 2013        | Las brujas de Zugarramurdi               | Silvia               | Álex de la Iglesia                                                                 |
| 2013        | The Horror Network Vol. 1                | Cristina             | Brian Dorton, Joseph Graham, Ignacio Martín Lerma, Manuel Marín, Lee Matthews      |
| 2013        | Al final todos mueren                    | Claudia              | Javier Botet, Roberto Pérez Toledo, Pablo Vara, David Galán Galindo, Javier Fesser |
| 2013        | Murieron por encima de sus posibilidades | Camarera             | Isaki Lacuesta                                                                     |
| 2014        | Musarañas                                | Montserrat           | Juanfer Andrés, Esteban Roel                                                       |
| 2015        | Los héroes del mal                       | Prostituta           | Zoe Berriatúa                                                                      |
| 2016        | Secuestro                                | Raquel               | Mar Tarragona                                                                      |
| 2017        | Pieles                                   | Laura                | Eduardo Casanova                                                                   |
| 2017        | Emoji: la película                       | Rebelde              | Tony Leondis                                                                       |
| 2018        | Nadie muere en Ambrosía                  | ---                  | Héctor Váldez                                                                      |
| 2018        | El fotógrafo de Mauthausen               | Dolores              | Mar Targarona                                                                      |
| 2018        | The Black Gloves                         | ---                  | Lawrie Brewster                                                                    |
| 2018        | En las estrellas                         | ---                  | Zoe Birratúa                                                                       |